# Le Meix-Saint-Epoing
Le Meix-Saint-Epoing település Franciaországban, Marne megyében. Lakosainak száma 295 fő (2022. január 1.). Le Meix-Saint-Epoing Mœurs-Verdey, Barbonne-Fayel, Châtillon-sur-Morin, Esternay, La Forestière, Saudoy és Vindey községekkel határos.

## Népesség
A település népességének változása:
| Lakosok száma | 208  | 193  | 217  | 242  | 271  | 268  | 282  | 294  | 298  | 295  |
|               | 1968 | 1982 | 1990 | 2006 | 2013 | 2015 | 2017 | 2019 | 2020 | 2022 |